# Tephrina intractaria
Tephrina intractaria là một loài bướm đêm trong họ Geometridae.